# Парковий міст
Па́рковий міст — пішохідний місток у Києві, перекинутий через алею Магдебурзького права, що сполучає Міський сад і Хрещатий парк. Споруджений за проєктом Євгена Патона. Відкритий 22 листопада 1910 року. Один з перших розбірних металевих мостів країни. Серед киян поширено ще кілька назв цього мосту, як-от: «Міст закоханих», «Міст кохання», «Чортів місток» або «Малий міст Патона».

## Історія
Будівництво мосту почалося влітку 1909 року за проєктом Євгена Патона. Міст мав металеву конструкцію та опирався на металеві палі (по три палі на кожну з чотирьох опор). Саму мостову конструкцію встановили у лютому 1910 року — на той час алея під ним ще не була заглиблена, тому міст опирався на землю.
Навесні та влітку ґрунт під мостом зрили. Заключне випробування провели у листопаді. Одна з процедур випробування полягала в завантаженні всього дерев'яного настилу шаром піску із розрахунку 400 кг на квадратний метр. Інша — у підвісці посередині мосту дроту з вантажем для визначення прогину. Всі параметри виявилися у нормі, ще й з запасом, що підтверджено актом.
Відразу після випробування, 22 листопада 1910 року, міст відкрили (на інформаційній табличці помилково вказано, що міст побудовано 1912 року).
У роки громадянської війни дерев'яний настил мосту розібрали на дрова, проте у 1920-х його відновили. У 1930-ті роки на мосту з'явилися ліхтарні стовпи.
У 1983 році старі конструкції мосту було демонтовано й перевезено до Переяслава-Хмельницького у музей народної архітектури і побуту, а за їх зразком було встановлено нові.
Парковий міст став одним з головних об'єктів зйомок в музичних відеокліпах: «Я йду [Архівовано 5 червня 2019 у Wayback Machine.]» Юрка Юрченка (у 1998 році) та «Скрипка грає [Архівовано 1 грудня 2019 у Wayback Machine.]» Дмитра Гордона і Тамари Гвердцителі (у 2002 році).
7 травня 2013 року біля мосту був встановлений пам'ятник закоханим — італійцю Луіджі Педутто з міста Кастель-Сан-Лоренцо й українці Мокрині Юрзук з села у Кам'янець-Подільському районі (автори пам'ятника — скульптори Олександр Моргацький і Григорій Костюков). Луїджі та Мокрина познайомилися у австрійському військовому таборі у 1943 році, але після закінчення війни через залізну завісу розлучилися. 2004 року отримали змогу зустрітися знову.
У січні 2014 року внаслідок сутичок між протестувальниками Євромайдану і «Беркутом» міст було пошкоджено. Його відновлено зусиллями громади міста Коломия, про що при вході на міст свідчить табличка з таким текстом:
|  | Цей міст відновлено силами громади м. Коломиї, як символічна данина шани та подяки киянам за їхню неоціненну підтримку і жертовну допомогу в революційних подіях 2013–2014 рр. Слава Україні! Героям слава! |

## Зображення

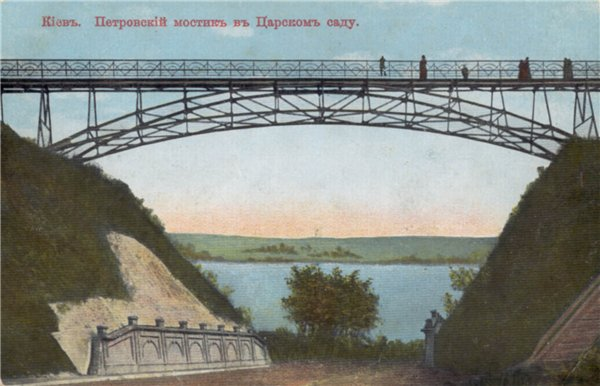
Міст у перші роки після спорудження
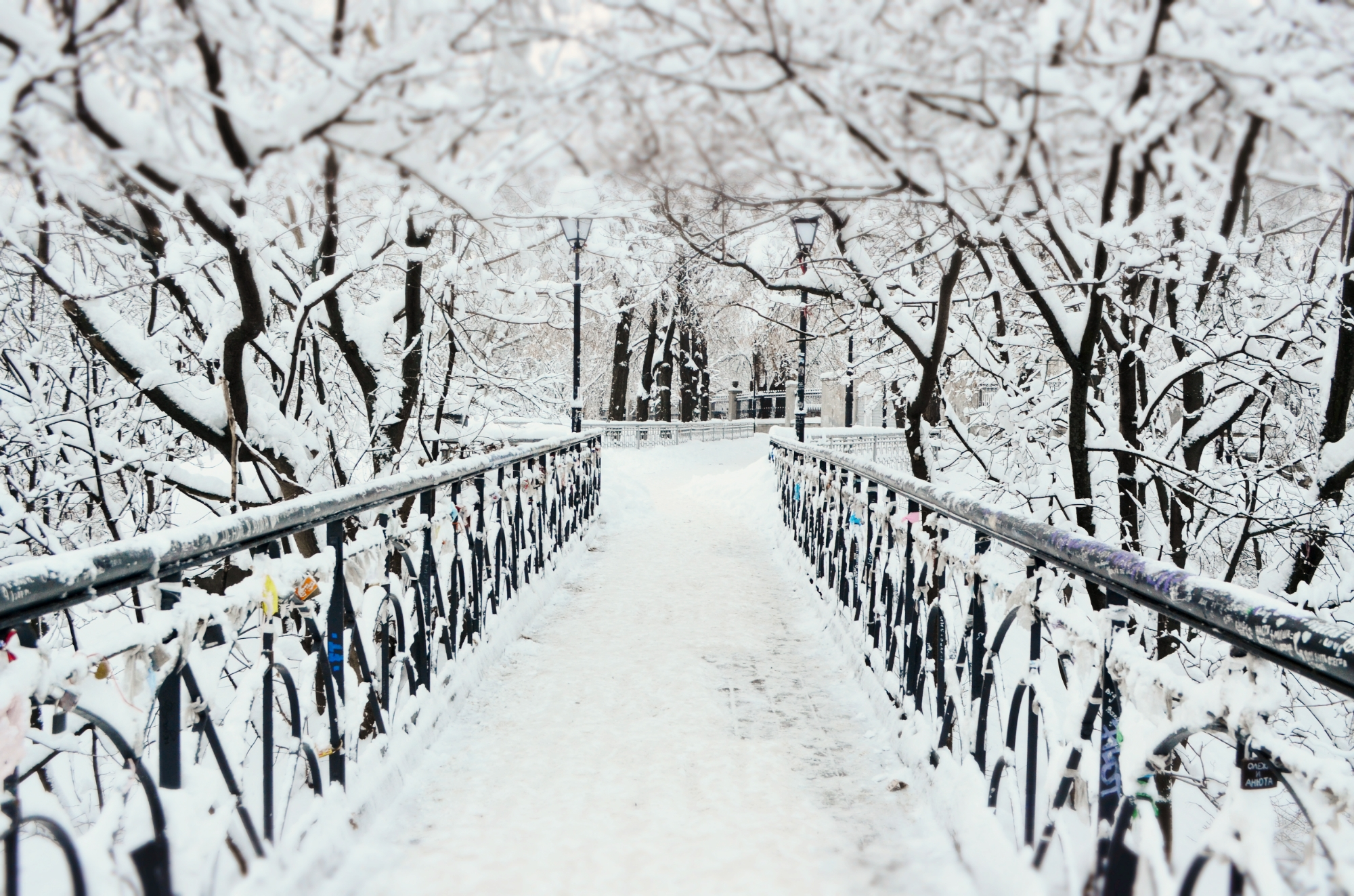
Міст взимку
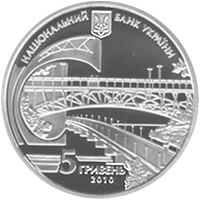
Зображення мосту на пам'ятній монеті «Євген Патон»
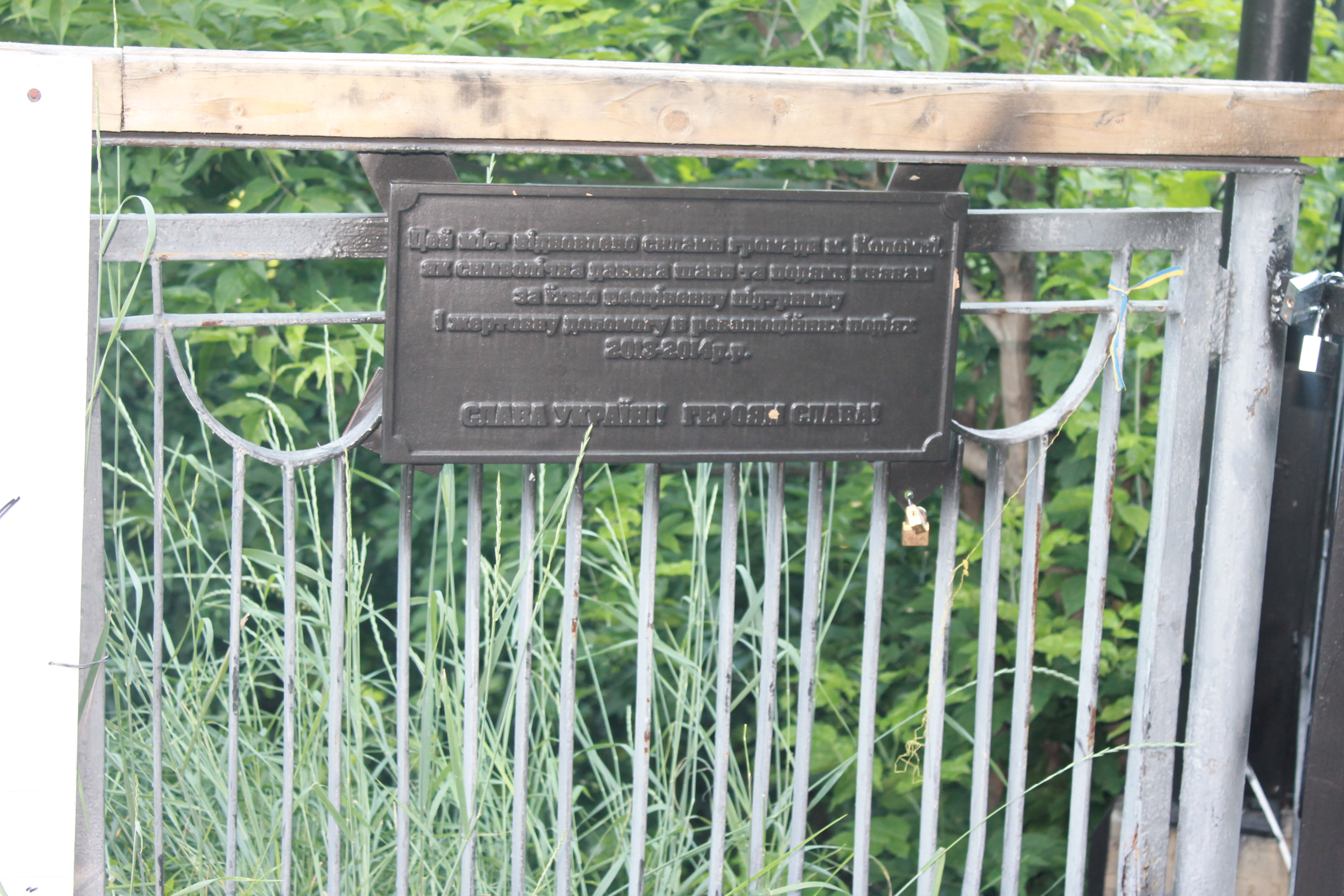
Пам'ятний знак про відновлення моста після подій Євромайдану
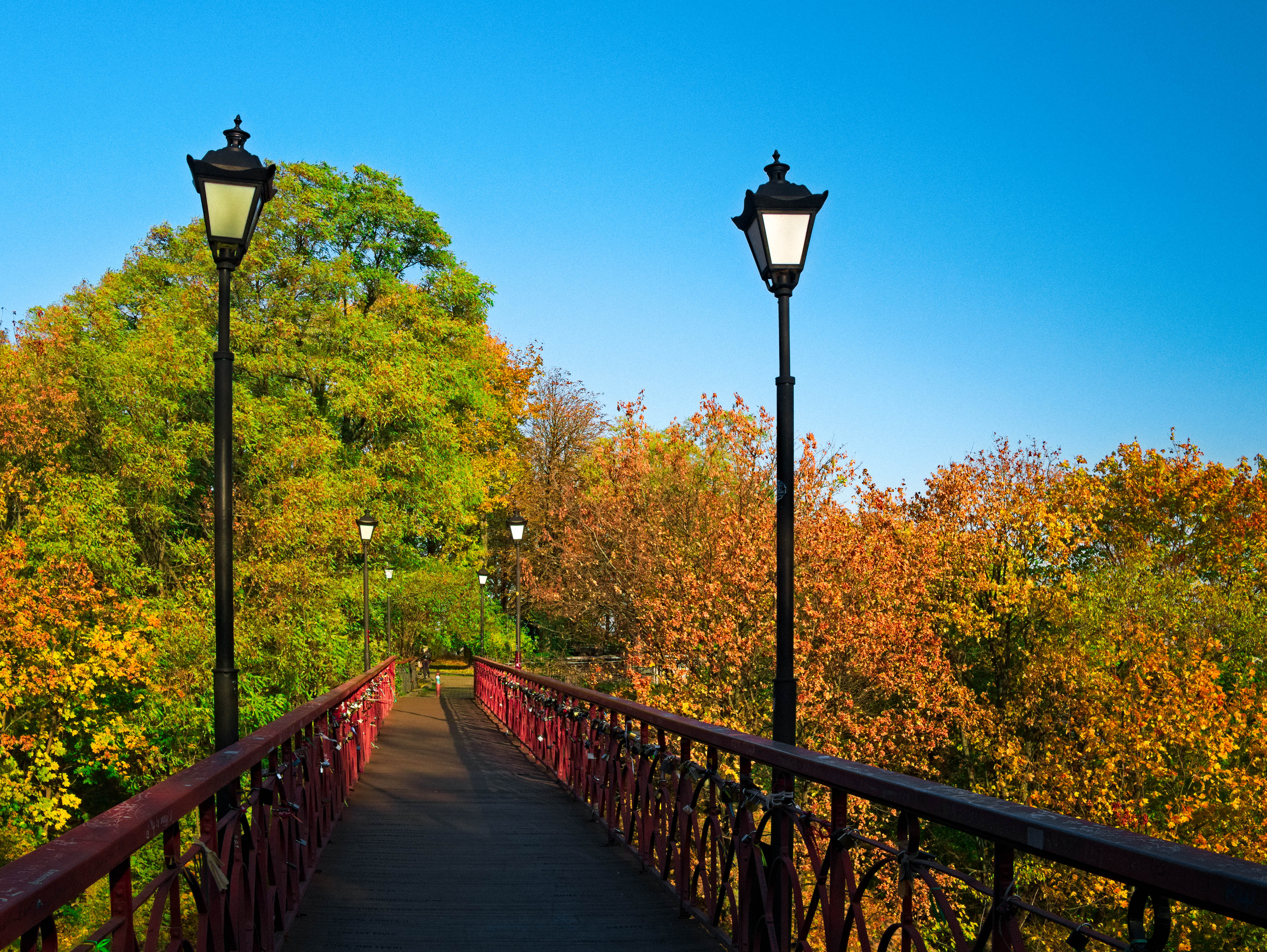
Міст закоханих улітку
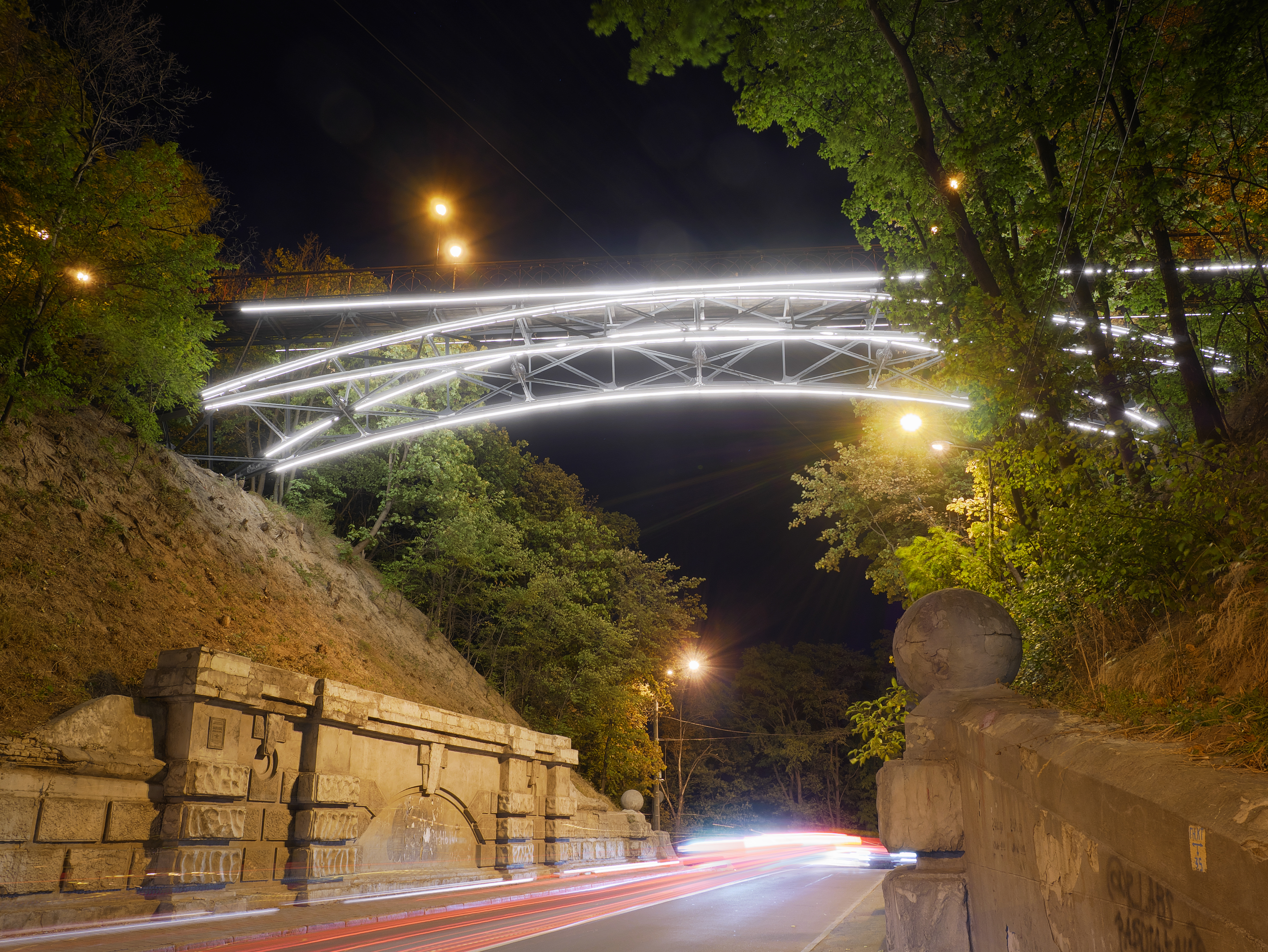
Парковий пішохідний міст увечері
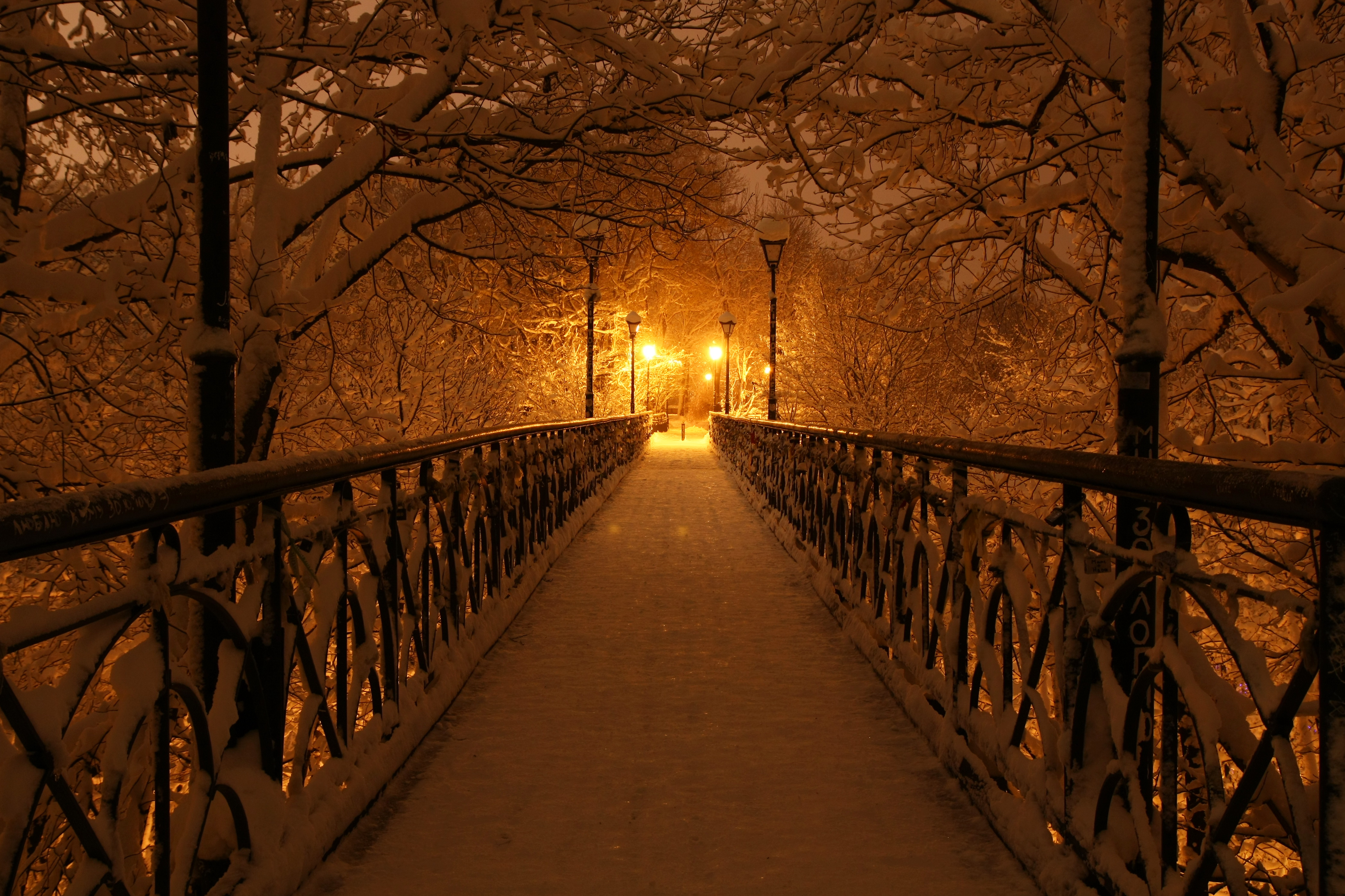